# Nil Gimeno
Nil Gimeno Ferrer (Valladolid, 21 april 2004) is een Spaans wielrenner.

## Carrière
In 2025 werd Gimeno prof bij Equipo Kern Pharma, dat hem overhevelde vanuit hun opleidingsploeg. Zijn debuut maakte hij in de Clàssica Camp de Morvedre, waar hij op plek 65 eindigde.

## Ploegen
- 2025 –  Equipo Kern Pharma